# Acontia ceyvestensis
Acontia ceyvestensis là một loài bướm đêm trong họ Noctuidae.